# Sayonara Boy Opal
Sayonara Boy Oраl — четвёртый студийный альбом российского хип-хоп-исполнителя Элджея, выпущенный 27 февраля 2020 года на лейбле Universal Music Russia.

## Описание
Альбом состоит из 13 треков, 1 из которых записан совместно с Томми Кэш и Коста Лакоста. Альбом отличается от предыдущих релизов исполнителя по звучания; в нём Элджей отходит от привычной танцевальной музыки. Также, на обложке альбома музыкант впервые появился без своих полностью белых линз, являющихся образом Элджея.
В альбоме Элджей читает о том, как важно любить себя и то, что ты делаешь, а также о том, как он выбрался «из грязи в князи». На треках «Кровосток» и «Дырки в голове» музыкант повествует о ненависти к самому себе. Также в треках затрагивается тема DMT, грибов, транквилизаторов, кокаина и перкосета.

## Отзывы
В своём обзоре альбома Данила Головкин для InterMedia описал альбом пародийным; в названиях песен содержатся отсылки и другим исполнителям: первая песня «Платина» является отсылкой к одноимённому российскому мамбл-рэперу, следующая песня «Летсгирит» является искажением фразы «Let’s get it», используемой американским рэпером Lil Pump, распространённой в России как «Эшкере» благодаря рэперу Face, песня «Рарный айтем» является отсылкой к известной фразе российского хип-хоп-исполнителя Obladaet, песня «Fans» по содержанию напоминает творчество хип-хоп-исполнителя Flesh, «Sayonara Mama boy» походит на Pharaoh и масло чёрного тмина, «ТрэпХаусРок» в стиле Rigos, «Darknet» напоминает стиль ЛСП и Кровостока.

## Список треков
| №                   | Название                                         | Продюсер            | Длительность |
| ------------------- | ------------------------------------------------ | ------------------- | ------------ |
| 1.                  | «Платина»                                        | G-POL               | 2:36         |
| 2.                  | «Летсгирит»                                      | Gangan              | 2:26         |
| 3.                  | «Рарный айтем»                                   | stereoRYZE          | 2:07         |
| 4.                  | «Fans»                                           | G-POL & Galiv       | 2:35         |
| 5.                  | «Sayonara Mama Boy»                              | stereoRYZE          | 3:11         |
| 6.                  | «ТрэпХаусРок»                                    | G-POL & stereoRYZE  | 3:42         |
| 7.                  | «Darknet»                                        | Palagin             | 2:36         |
| 8.                  | «Toilet» (совместно с Томми Кэш & Коста Лакоста) | Gosha               | 3:50         |
| 9.                  | «Шейх»                                           | Galiv & G-POL       | 2:57         |
| 10.                 | «Самурай»                                        | Palagin             | 2:31         |
| 11.                 | «Кровосток»                                      | Gangan              | 2:40         |
| 12.                 | «Дырки в голове»                                 | Thunder6            | 2:31         |
| 13.                 | «Tamagotchi (Bonus)»                             | G-POL               | 3:00         |
| Общая длительность: | Общая длительность:                              | Общая длительность: | 31:42        |

## Творческая группа
- Элджей — основной исполнитель
- Томми Кэш — приглашенный исполнитель (8 трек)
- Коста Лакоста — приглашенный исполнитель (8 трек)

### Производство
- Creamy (Cream&Nal Records) — запись, мастеринг, миксинг[7]
- Galiv — продюсер
- Gangan — продюсер
- G-POL — продюсер
- Palagin — продюсер
- stereoRYZE — продюсер
- Thunder6 — продюсер

## Чарты
| Чарт (2020) | Высшая позиция |
| ----------- | -------------- |
| GooglePlay  | 10             |
| Эстония     | 14             |
| Литва       | 45             |

| Чарт (2020) | Песня              | Высшая позиция |
| ----------- | ------------------ | -------------- |
| ВКонтакте   | Tamagotchi (Bonus) | 10             |
| ВКонтакте   | Платина            | 33             |
| ВКонтакте   | Sayonara Mama Boy  | 49             |
| ВКонтакте   | Darknet            | 57             |
| ВКонтакте   | Самурай            | 88             |